# Moișe Pincevski
Moișe Pinchevschi (idiș משה פּינטשעװסקי; n. 1 aprilie 1894, Telenești, județul Orhei, Basarabia — d. 24 martie 1955, Kiev) a fost un poet, prozator și  dramaturg evreu de limbă idiș,originar din Basarabia, care a activat mai ales în Argentina și Ucraina. 

## Biografie
Moișe Pincevschi s-a născut în târgul Telenești, actualmente centru raional în Republica Moldova. Este fiul lui Iacov Pincevschi. A învățat la heder, iar mai apoi la ieșiva la Odesa. Din anul 1913 se află în emigrație în Argentina, unde a fost muncitor la negru  la Buenos Aires, iar mai apoi profesor într-o colonie de gaucho evrei, pentru ca ulterior să hoinărească prin țară.
A început să publice în anul 1913, prima culegere de versuri fiind intitulată "Țvit" (Înflorire), care a apărut în anul 1918 la Buenos Aires. A publicat o culegere de nuvele în anul 1920, precum și poezii, nuvele, articole critice. În anul 1920 a revenit în Europa, a locuit în Germania, Belgia, România (în particular în Basarabia). În anul 1926 a trecut Nistrul și s-a stabilit la Moscova, iar din anul 1928 locuiește la Harkov.
În anii vieții în URSS a publicat 13 cărți, inclusiv 3 pentru copii, 12 piese, un număr mare de articole în presa periodică. În anul 1929 apare poemul "Besarabie", după care urmează "Fir poemes" (4 poeme, 1930), "Far kinder" (Pentru copii, 1930). "Lider fun Tog" (Poeziile zilei, 1932), "Ghit Dem Firhang" (Dați cortina!, 1932), "Undzere Kinder Lider" (Poeziile copiilor noștri, 1933), "Feigălă und racălă" (Păsărica și răcușorul, 1935), "Dos Lebn un der Toit fum William Swen" (Viața și moartea lui William Swen, 1938), "Di gliklehe Vos hobn derleht" (Fericiții, care a supraviețuit, 1938), "Dos Lenin Bliml" (Floarea lui Lenin, 1940), "Geklibene Lider" (Poezii selecte, 1940). 
Piesele lui Pincevschi "Gidekte Korn" (Cărți bătute, 1930),"Git Dem Firhang" (Cortina, 1931), "Kolea" (Colea, 1937), și altele au fost montate la cele mai importante teatre evreiești din URSS, traduse în limbile rusă, ucraineană, cazahă, cehă. Autor de libret pentru baletul "Puiul de cocostârc", montat la Teatrul Mare în anul 1935. Piesa "Cocostârcul" a fost montată la teatrul evreiesc din Kiev la sfârșitul anilor '30 (Cu Sonia Leiman în rolul copilului africanul Cruiruc) și la Teatrul de stat evreiesc din Cernăuți, transferat de la Kiev după război. O altă piesă de aventuri, "Eldorado", 1936, a fost montat pe scena teatrului evreiesc pentru copii din Kiev ) cu aceeași Sonia Leiman în rolul aventurierei Elza). Spectacolul "Ih leb" (Eu trăiesc,1945) a deschis prima stagiune de după război la Teatrul evreiesc de la Cernăuți. Operele au fost traduse în limbile rusă, ucraineană, cehă, spaniolă, cazahă, germană. Pinchevschi este membru al Uniunii scriitorilor din URSS din anul 1935. În anul 1938 a fost arestat sub învinuirea de spionaj. În anul 1939 după eliberare, a locuit la Kiev. În anul 1946 a fost criticat aspru, împreună cu David Gofștein, la secția evreiască a Uniunii scriitorilor din URSS, în legătură cu criticile aduse revistelor "Zvezda" și "Leningrad" de către conducerea superioară de Partid. În scrisoarea de răspuns a secției evreiești a Uniunii Scriitorilor din URSS, adresată lui Jdanov era învinuit de naționalism, decadență, pesimism și lipsă de suport ideologic. La 24 iunie 1951 a fost arestat de mai multe ori și a fost condamnat la 10 ani de lagăr de regim strict. A decedat la scurt timp după eliberare din lagăr în anul 1955.  Ediții postume ale operelor lui Pinchevschi au apărut în volume separate în anii 1959 ("Puiul de cocostârc") și 1960 ("Doina") la Moscova, precum și în limba spaniolă la Buenos- Aires în anul 2003. Compoziția "Basarabie" (Basarabia, doină), pe versuri de Pincevschi a fost interpretată de violonistul Ițhak Perlman și grupul de clezmeri Brave Old World și imprimată pe CD la Angel Records, SUA în anul 1995.Din acel moment a fost reluată de multe colective de clezmeri. Arhivele scriitorului au fost transmise pentru conservare și cercetare la Institutul ucrainean de Iudaism din Kiev.

## Opera
În limba idiș 
- צװיט (Țvit — Înflorire, poezii), Buenos-Aires, 1918.
- דערצײלונגען (Derțeilunghen — Nuvele), Buenos- Aires, 1919.
- בעסאַראַביע (Besarabie— Basarabia, poem), Harkov, 1929.
- פֿיר פּאָעמעס (Fir poemes— Patru poeme), Meluhe- Ferlag (Editura de stat a Ucrainei): Harkov, 1930.
- פֿאַר קינדער (Far kinder— Pentru copii), Мeluhe- Felrag: Harkov, 1930.
- לידער פֿון טאָג (Lider fun tog — Poeziile zilei), Meluhișer Națmindfalrag bam Prezidium bam Prezidium fun VUȚIK (Editura de Stat a Minorităților Naționale): Harkov, 1932.
- גיט דעם פֿאָרהאַנג (Ghit dem forhang — Cortina!, comedie într-un act), Meluhișer Farlag far di Națională Minderhaitn (Editura de Stat a Minorităților Naționale): Harkov, 1932.
- אונזדערע קינדער-לידער (Undzere kinder lider — Poeziile noastre pentru copii), Meluhe Farlag fun Vaisrusland(Editura de stat a Belorusiei): Mensk, 1933.
- פֿײגעלע און ראַקעלע: װי װעװיק און בײלקע האָבן אָנגעהױבן לײענען דעם קינדער פֿרײַנד (Feigele un rakele: vi Vevik un Beilke hobn onghehoibn leyenen dem «kinder fraind» — Păsărica și răcușorul: Cum Veivik și Beilke au început să citească din "Prietenul Copiilor") Kindăr Fraind : Varșovia, 1935.
- דער באָטשאַן (Der bocian— Cocostârcul, piesă-basm pentru copiii mici), Harkov, 1935.
- דאָס לעבן און דער טױט פֿון װיליאַם סװען (Dos lebn un der toit fun William Swen — Viața și moartea lui William Swen, poem, Partea I), Kiev-Harkov, 1935.
- יורע (Iurie, basm pentru copii),Harkov-Odesa, 1936.
- עלדאָראַדאָ (Eldorado, piesă-basm pentru copii), Мeluhe Farlag Far Di Naționale Minderhаitn: Kiev, 1936.
- פֿון פֿרילינג ביז פֿרילינג (Fun friling biz friling — Din primăvară în primăvară, poezii), Kiev, 1938.
- געקליבענע לידער, פּאָעמעס און מעשׂהלעך (Gheklibene lider, poemes un maiseleh — Poezii alese, poeme și basme), Kiev, 1940.
- דאָס לענין-בלימל (Dos Lenin Bliml — Floarea lui Lenin, poezii pentru mici și mari), Kiev-Lvov, 1940.
- פּנקס-טעלענעשט (Pinkas - Teleneșt — Legendă despre Telenești: Cartea memoriei Teleneștilor, p. 189—197), Tel Aviv, 1982.
- Itzhak Perlman «In The Fiddler’s House» (with «Brave Old World» klezmer-band, Bessarabia înregistrarea №6), CD, Angel Records, New York, ©1995.
- Vira Lozinsky «Distant Stars» (Vaiter Ștern), înregistrarea №1 «Dos Lid fun Besarabie», CD, CD Baby, New- York, ©2007.

## În alte limbi
- Puiul de cocostârc: basme. Editura de stat a Literaturii pentru copii: Moscova, 1959.
- Doina: poezii și poeme. Scriitorul Sovietic: Moscova, 1960.
- El idish es tambien Latinoamerica (în limba spaniolă, alcătuitor: Eliahu Toker), Ediciones Instituto Movilizador de Fondos Cooperativos: Buenos- Aires, 2003.